# Wat Chomphuwek

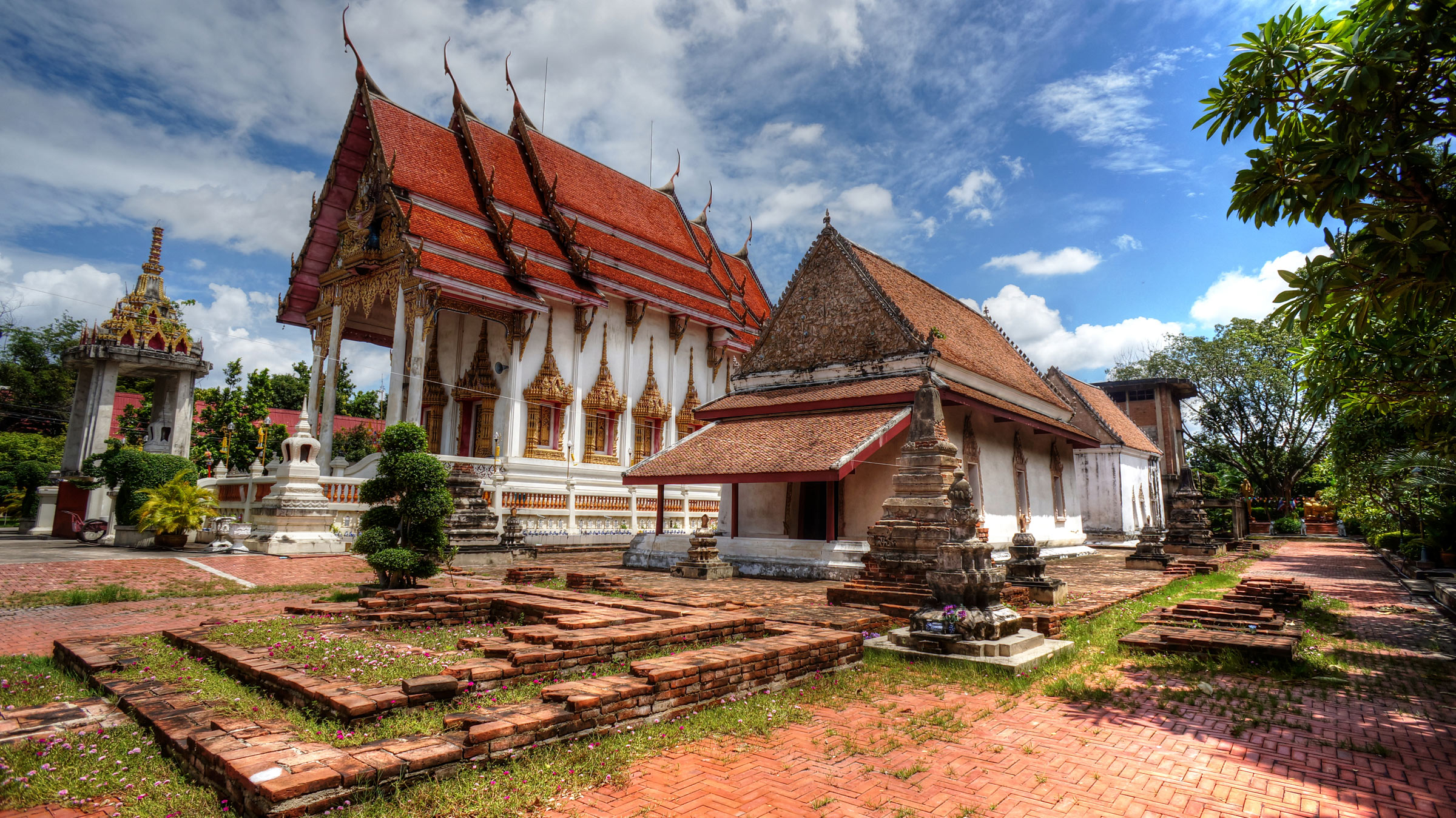
Alter ubsosot

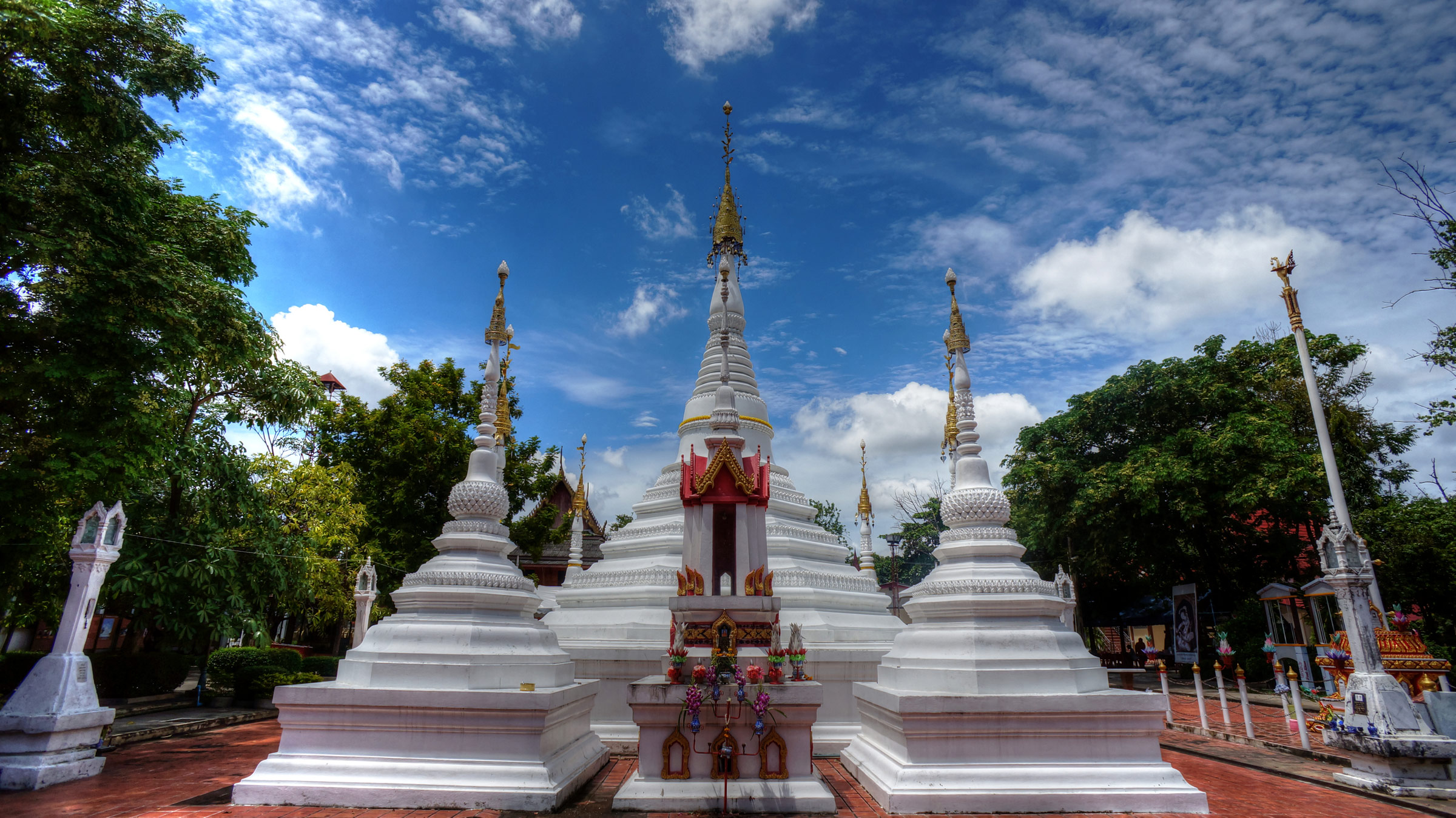
Chedi im Mon-Stil

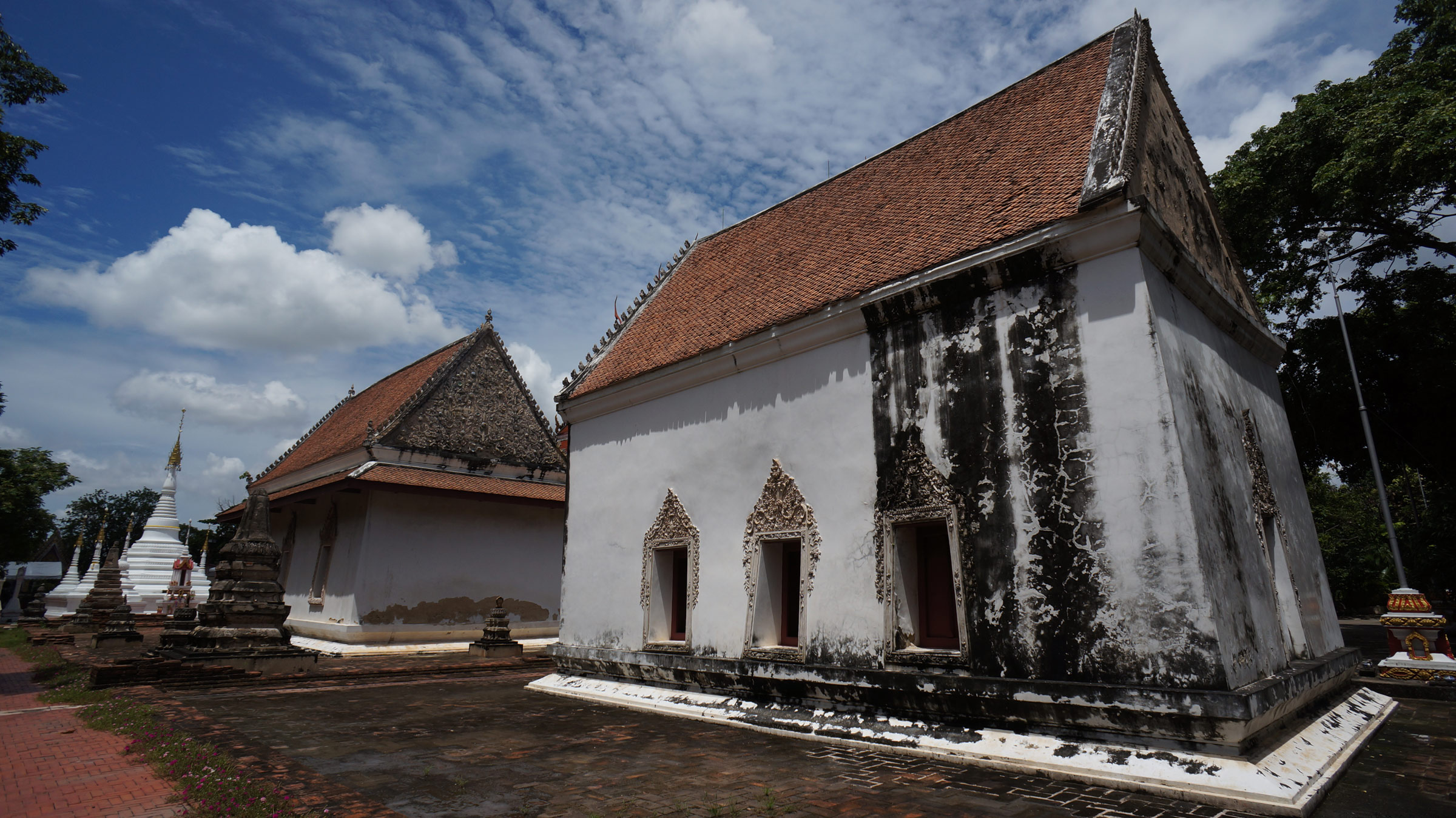
Alter ubsosot (hinten links) und wihan (vorne rechts)

Der Wat Chomphuwek  (thailändisch วัดชมภูเวก, alter Name Wat Chomphuwiwek, in englischer Umschrift mitunter Chomphoowek) ist eine buddhistische Tempelanlage (Wat) im Landkreis Mueang Nonthaburi der Provinz Nonthaburi in Zentralthailand.

## Lage
Der Wat Chomphuwek liegt in der Stadt Nonthaburi, nördlich von Bangkok, Tambon Tha Sai an der Sanambin Nam-Nonthaburi-Straße.

## Baugeschichte
Der Wat Chomphuwek wurde 1757 von den Mon in der Spätphase des Königreichs Ayutthaya errichtet. Ein Chedi im Mon-Stil wurde 1917 von Mönchen erbaut.

## Sehenswürdigkeiten
Folgende Sehenswürdigkeiten befinden sich im Bereich des Wat Chomphuwek.
Wat Chomphuwek beherbergt einen Fußabdruck des Buddha, der als der älteste in Thailand angesehen wird. Der Abdruck wurde von den Mon entweder hier geschaffen oder aus dem alten Reich Pegu hierher gebracht, als sich die Mon in Nonthaburi ansiedelten.
Der Ubosot (Ordinationshalle) und der alte Viharn zeigen innen sehr schöne Wandmalereien, die das Leben des Buddha und die Erdgöttin darstellen, welche letztere als eine der schönsten Exemplare ihrer Art in Thailand angesehen wird. Außerdem sind im Viharn zwei Buddha-Statuen im klassischen Sukhothai-Stil.